# بريت اورميرود
بريت اورميرود (بالإنجليزية: Brett Ormerod)‏ (18 أكتوبر 1976 ببلاكبرن في المملكة المتحدة - ) هو لاعب كرة قدم بريطاني في مركز الهجوم. لعب مع أولدهام أثلتيك وبريستون نورث إيند وليدز يونايتد ونادي أكرينغتون ستانلي ونادي بلاكبول ونادي ريكسهام ونادي ساوثهامبتون ونوتينغهام فورست وويغان أتلتيك وBamber Bridge F.C. ‏ ونادي روتشديل وPadiham F.C. ‏.

## وصلات خارجية
- بريت اورميرود على موقع قاعدة بيانات كرة القدم.إي يو (الإنجليزية)
- بريت اورميرود على موقع Soccerbase.com (لاعب) (الإنجليزية)
- بريت اورميرود على موقع عالم كرة القدم.نت (الإنجليزية)